# 戴氏火背鹇

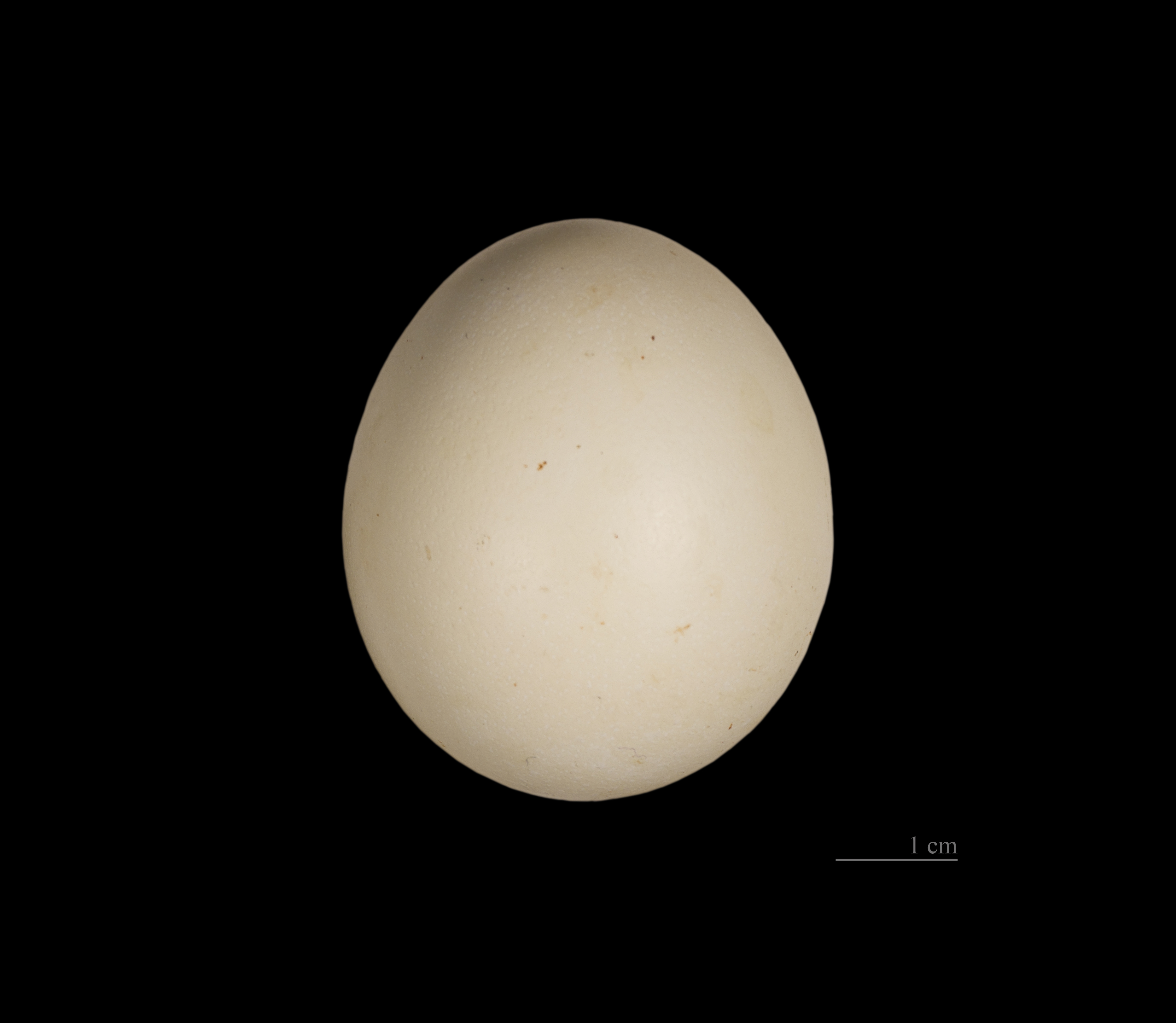
Lophura diardi

戴氏火背鹇（學名：Lophura diardi），又名泰國火背鷴，是一種中等大小，約有80厘米長的雉。雄雞呈灰色，大部份面部沒有羽毛及呈紅色，腳呈深紅色，冠上羽毛呈黑色，虹膜呈紅褐色，尾巴長而彎曲及呈黑色。雌雞呈褐色，雙翼及尾羽黑色。
泰國火背鷴分佈在柬埔寨、老撾、泰國及越南的低地及常綠林。它們是泰國的國鳥。雌雞每次會生4-8隻蛋，蛋呈紅色。
泰國火背鷴的學名是為紀念法國自然學家Pierre-Médard Diard。
由於不斷失去棲息地及過度獵殺，世界自然保護聯盟已將它們列為近危。

## 外部連結
- BirdLife Species Factsheet （页面存档备份，存于）